# 비룡폭포
비룡폭포(飛龍瀑布)는 속초 설악산국립공원의 폭포이며 한국의 화강암 지형으로, 육담폭포와 토왕성폭포 사이 중간지점에 위치해 있다. 폭포수의 시끄러운 소리가 마치 하늘을 향해 날아오르는 용과 닮았다고 하여 이름이 비룡폭포라고 지어졌다. 겨울에 얼어붙은 폭포는 또다른 장관을 보여준다. 또한, 설악산 비룡폭포 계곡 일원은 2013년 3월 11일에 대한민국의 명승 제95호로 지정되었다.
폭포에 몸을 담그거나 폭포에서 놀이를 하는 것은 수질 보호를 위해 설악산 지역 내에서 금지되어 있다. 쓰레기도 허용되지 않는다. 자연물, 특히 돌 하나라도 국립공원 밖으로 가지고 나갈 수 없다.

## 지질
비룡폭포 일대의 지질은 중생대 백악기의 화강암 설악산 화강암으로 구성된다. 이 화강암은 담홍색이 강하게 나타나고 절리를 따라 수직 암벽이 발달한다.

## 같이 보기
- 대한민국의 폭포 목록
- 설악산의 지질